# Zeilarn
Zeilarn é um município da Alemanha, situado no distrito de Rottal-Inn, no estado da Baviera. Tem 28,88 km² de área, e sua população em 2019 foi estimada em 2.173 habitantes.